# Marcha de Selma a Montgomery

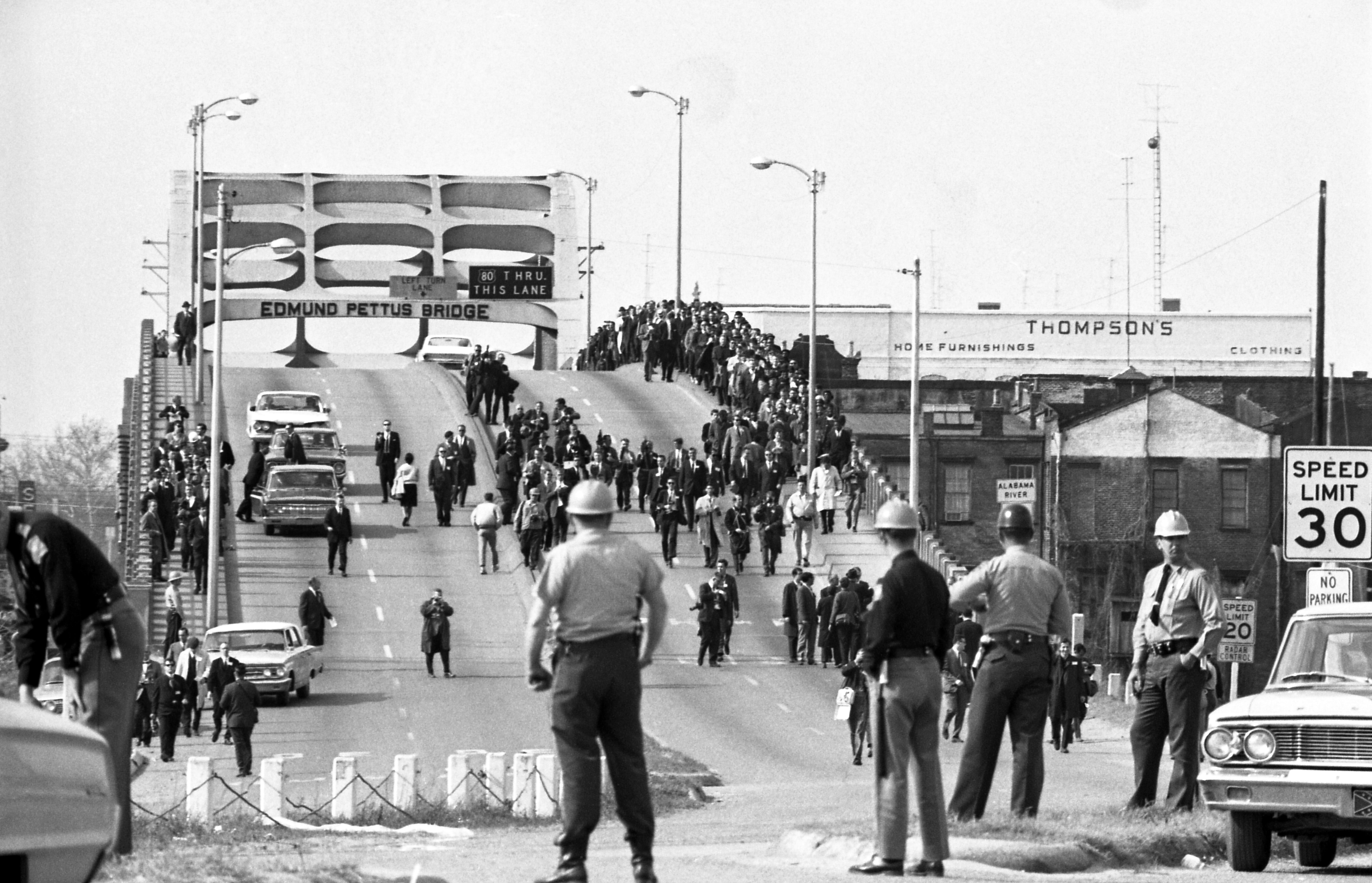
Oficiales de policía cortan el paso a los manifestantes.

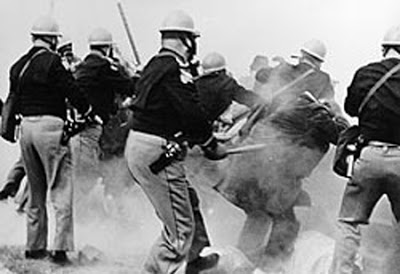
Tropas de asalto del estado de Alabama atacan a los manifestantes el domingo 7 de marzo de 1965 en las cercanías de Selma.

Las tres marchas de Selma a Montgomery en 1965 fueron parte del Movimiento por el Sufragio de Selma que llevaron a la aprobación en agosto de la Ley de derecho de voto de 1965, un logro federal del Movimiento por los Derechos Civiles en Estados Unidos de los años sesenta. Los activistas publicitaron las tres marchas de protesta para recorrer las 54 millas (87 km) de autopista entre Selma (Alabama) y la capital del estado, Montgomery (Alabama), como muestra del deseo de los ciudadanos afroamericanos de ejercitar su derecho constitucional del voto, desafiando la represión segregacionista.

## Preludio
Una campaña de registro de votantes en Selma había sido lanzada en 1963 por afroestadounidenses locales, que formaron la Liga de Votantes del Condado de Dallas (DCVL). Junto a organizadores del Comité Coordinador Estudiantil No Violento (SNCC), comenzaron a trabajar ese año en un nuevo esfuerzo para registrar votantes negros. Casi todos los millones de afroestadounidenses del sur habían sido efectivamente privados de sus derechos tras la Era de la Reconstrucción, desde inicios del siglo por una serie de requisitos y prácticas discriminatorias. Encontrando intratable la resistencia de los oficiales blancos, incluso tras la sanción de la Ley de Derechos Civiles de 1964 que terminaba con la segregación, la DCVL invitó al Reverendo Martin Luther King Jr. y a los activistas de la Conferencia Sur de Liderazgo Cristiano (SCLC) a unírsele. La SCLC trajo a muchos importantes líderes de derechos civiles y cívicos a Selma en enero de 1965. Se iniciaron protestas locales y regionales, con más de tres mil personas arrestadas hacia fines de febrero.
El 26 de febrero, el activista y diácono Jimmie Lee Jackson murió tras ser disparado de muerte varios días antes por un policía montado del estado durante una marcha pacífica en Marion, Alabama. La comunidad quedó dolorida e indignada. Para apaciguar y reenfocar el enojo, el director de Acción Directa de la SCLC, James Bevel, que estaba dirigiendo el Movimiento por el Sufragio de Selma de la SCLC, llamó a una marcha de larga duración, desde Selma a la capital estadual, Montgomery. Bevel había estado trabajando en su Proyecto Alabama por el derecho al voto desde fines de 1963.

## Acontecimientos
La primera marcha tuvo lugar el 7 de marzo de 1965. Bevel, Amelia Boynton Robinson y otros ayudaron a organizarla. La marcha obtuvo el nombre de "domingo sangriento" luego de que sus seiscientos manifestantes fueran atacados en el puente Edmund Pettus tras abandonar Selma; tropas del estado y el pelotón del condado atacaron a los manifestantes desarmados con porras y gas lacrimógeno. Boynton fue una de las golpeadas hasta quedar inconsciente; una imagen de ella yaciendo herida en el puente fue publicada y televisada alrededor del mundo. 
La segunda marcha tuvo lugar el 9 de marzo; las tropas, la policía y los manifestantes se encontraron; pero cuando los soldados se hicieron a un lado para dejarlos pasar, King guio a los marchistas de vuelta a la iglesia. Estaba buscando protección por una corte federal para la marcha. Esa noche, un grupo blanco golpeó y mató al activista de los derechos civiles, James Reeb, un universalista unitario. y ministro de Boston, que había venido a Selma para estar en la segunda marcha, a la que se habían unido muchos otros clérigos y simpatizantes de todo el país.
La violencia del "domingo sangriento" y la muerte de Reeb llevaron a una protesta clamorosa y a actos de desobediencia civil, cuyos objetivos estaban situados tanto en el gobierno del estado de Alabama como en el federal. Los manifestantes demandaron protección para los marchistas de Selma y una nueva ley federal de sufragio que permitiera a los afroestadounidenses registrarse y votar sin hostigamiento. El presidente Lyndon Baines Johnson, cuya administración había estado trabajando en una ley de sufragio, tuvo una sesión conjunta del Congreso televisada el 15 de marzo para pedir la introducción y sanción de la ley.
Con el rechazo del gobernador Wallace de proteger a los marchistas, el presidente Johnson se comprometió a hacerlo. La tercera marcha comenzó el 21 de marzo. Protegidos por dos mil soldados del Ejército de EE. UU., mil novecientos miembros de la Guardia Nacional de Alabama bajo comando federal, y muchos agentes del FBI y alguaciles federales, los manifestantes recorrieron en promedio diez millas (16 km) por día a lo largo de la Ruta 80 de EE. UU., conocida en Alabama como la "Autopista Jefferson Davis". Los marchistas arribaron a Montgomery el 24 de marzo y al Capitolio del Estado de Alabama el 25 de marzo. Con miles que se unieron a la campaña, veinticinco mil personas entraron a la ciudad capital ese día en apoyo al sufragio. Ese mismo día fue asesinada Viola Liuzzo  por el Ku Klux Klan, mujer blanca encargada de llevar manifestantes en su coche.

## Eventos posteriores
La ruta es conmemorada como el Sendero del Derecho al Voto de Selma a Montgomery, y es un Sendero Histórico Nacional de EE. UU.  Adicionalmente, los acontecimientos desarrollados durante estos días inspiraron el telefilme de 1999 Selma, Lord, Selma y son también, de forma más elaborada, el argumento de la película de 2014 Selma.